# 2009年世界房車錦標賽澳門站

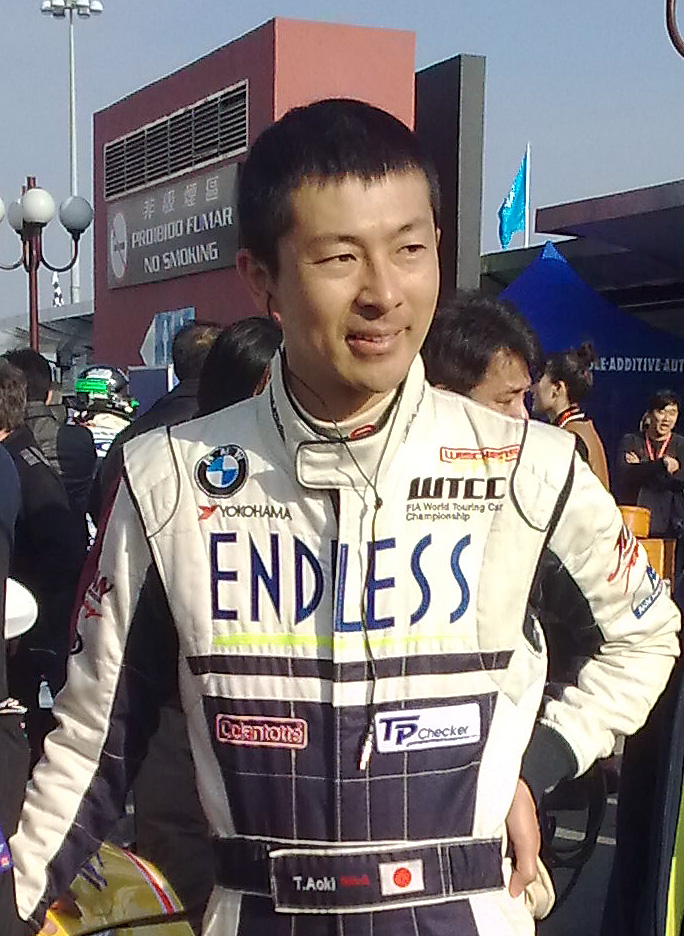

2009年世界房車錦標賽澳門站是2009年度世界房車錦標賽的第十二站賽事，正式比賽在2009年11月22日於澳門東望洋賽道上舉行。這是歷來第五次在澳門舉行賽事。第一回合由雪佛蘭車隊的荷夫勝出，第二回合由寶馬車隊的法夫斯勝出。